# 마누 메네지스
루이스 안토니우 벵케르 지 메네지스(포르투갈어: Luiz Antônio Venker de Menezes, 1962년 6월 11일 ~ )는 브라질 국적의 감독이다. 그는 브라질 축구 국가대표팀의 전 감독을 지냈으며 올림픽 대표팀 감독도 겸임했었다. 2011년 코파 아메리카를 이끌었으나 조 예선에서의 졸전, 8강 탈락 등의 오점을 남겼다. 런던 올림픽에서도 브라질 올림픽 축구 대표팀을 이끌었고 대한민국에게 이겨 결승에 올랐으나 결승전에서 멕시코에 패해 은메달에 그쳤다. 그 해 말에 경질되어 스콜라리 감독에게 지휘봉을 넘겼다.